# Wanda Bartówna
Wanda Bartówna (Wanda Bart, zamężna Gebethner) (ur. 21 czerwca 1917 w Warszawie, zm. 31 sierpnia 1980 tamże) – polska aktorka teatralna i filmowa, także radiowa.

## Życiorys
Urodziła się w rodzinie Adama i Zofii Bartów. Po ukończeniu gimnazjum w Warszawie, uczyła się gry aktorskiej prywatnie. W roku 1937 zdała eksternistyczny egzamin aktorski PIST i zadebiutowała 8 czerwca tego roku na scenie Teatru Kameralnego w Warszawie w komedii Mecenas Bolbec i jego mąż L. Verneuila i G. Bera. Z tym teatrem związana była aż do wybuchu II wojny światowej. Współpracowała też z teatrem radiowym.
Podczas okupacji niemieckiej była kelnerką w kawiarniach „Café Jaracz” i „Café Bodo”, a potem – w roku 1940 – krótko była aktorką Theater der Stadt Warschau. W roku 1942 wyszła za mąż i do końca wojny nie pracowała w ogóle. Po powstaniu warszawskim wyjechała do Łodzi. 
Od czerwca 1945 należała do zespołu Teatru Miniatur Syrena w Łodzi, od października tego roku i następnie w sezonie 1945/46 była w Teatrze Miejskim Komedia w Gdyni. W sezonie 1946/47 występowała w Teatrze Aktorów Województwa Gdańskiego, w latach 1947–1949 w Teatrze Wybrzeże. Do stolicy powróciła w roku 1950, pracując kolejno w Teatrze Domu Wojska Polskiego, Teatrze Dramatycznym, Teatrze Sensacji oraz w Teatrze Lalek „Guliwer” (do roku 1960). W latach 1954–1958 występowała w Teatrze Polskiego Radia.
Po zakończeniu kariery aktorskiej została urzędniczką w Śródmiejskiej Spółdzielni Mieszkaniowej w Warszawie.
Wanda Bartówna-Gebethner jest bohaterką filmu dok. z 1973 r. pt. Przeżyć dobrze jedno życie... w reż. Krystyny Gryczełowskiej.

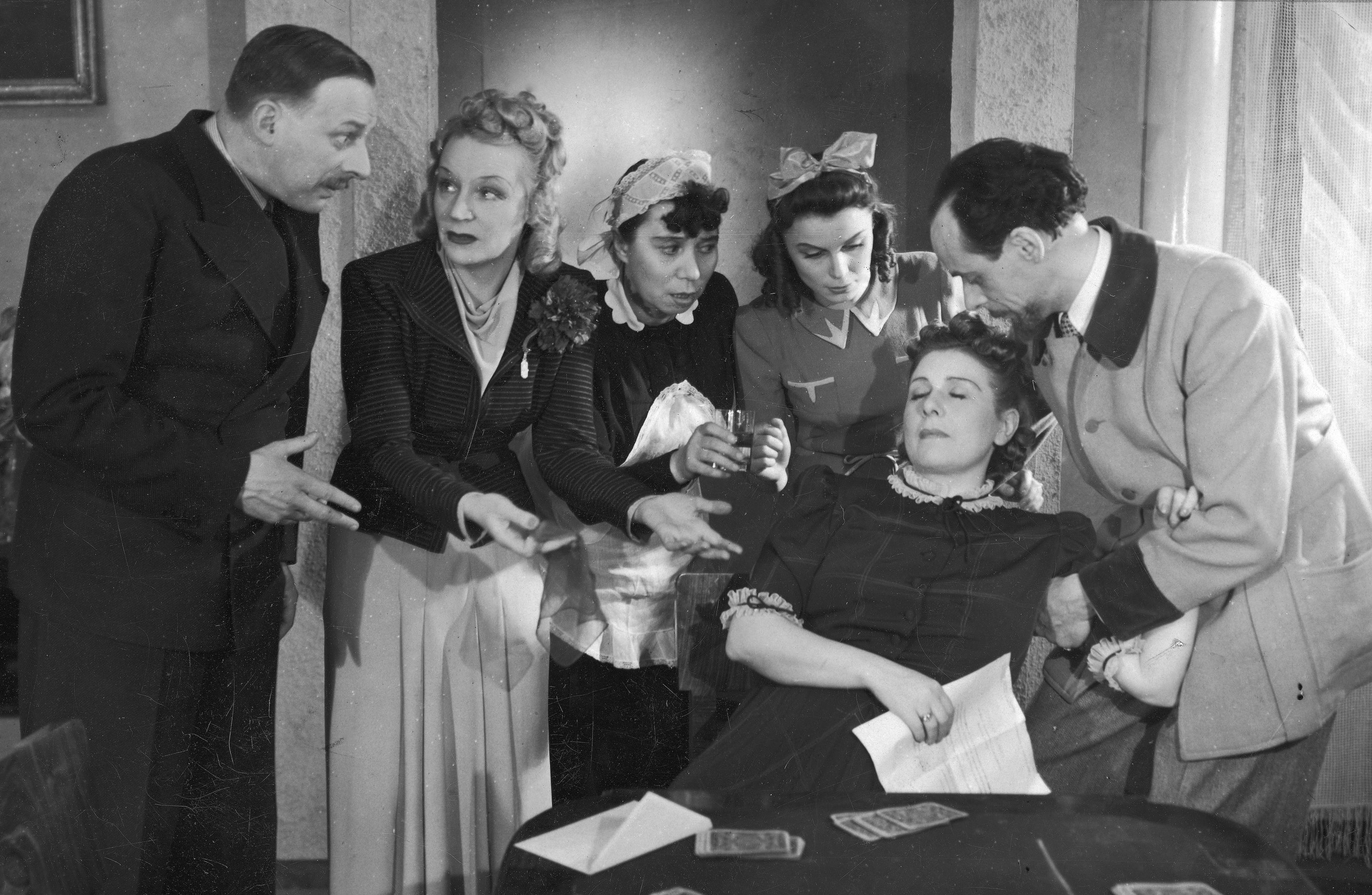
Scena z przedstawienia Expose pani ministrowej w Teatrze Kameralnym w Warszawie (1939). Od lewej: Stanisław Kwaskowski, Hanna Różańska, Helena Zarembina, Wanda Bartówna, Pelagia Relewicz-Ziembińska i Włodzisław Ziembiński.

Zmarła w Warszawie, pochowana na cmentarzu Powązkowskim (kwatera 236-5-3).

## Wybrane role teatralne
- 1937 – Mecenas Bolbec i jego mąż
- Niewiniątka jako uczennica
- Głębia na Zimnej jako Nika Kerczówna
- Elżbieta królowa, kobieta bez mężczyzny jako Mary
- 1939 – Kobieta o małym sercu jako Izabela
- Moralność pani Dulskiej jako Hanka
- 1946 – Muzyka na ulicy jako Fela (reż. Wacław Zastrzeżyński)
- 1947 – Mąż i żona jako Justysia (reż. Wanda Jarszewska)
- 1948 – Strzały na ulicy Długiej jako Lola (reż. Halina Gallowa)
- 1950 – Za tych, co na morzu jako Szabunina (reż. Łazarz Kobryński)

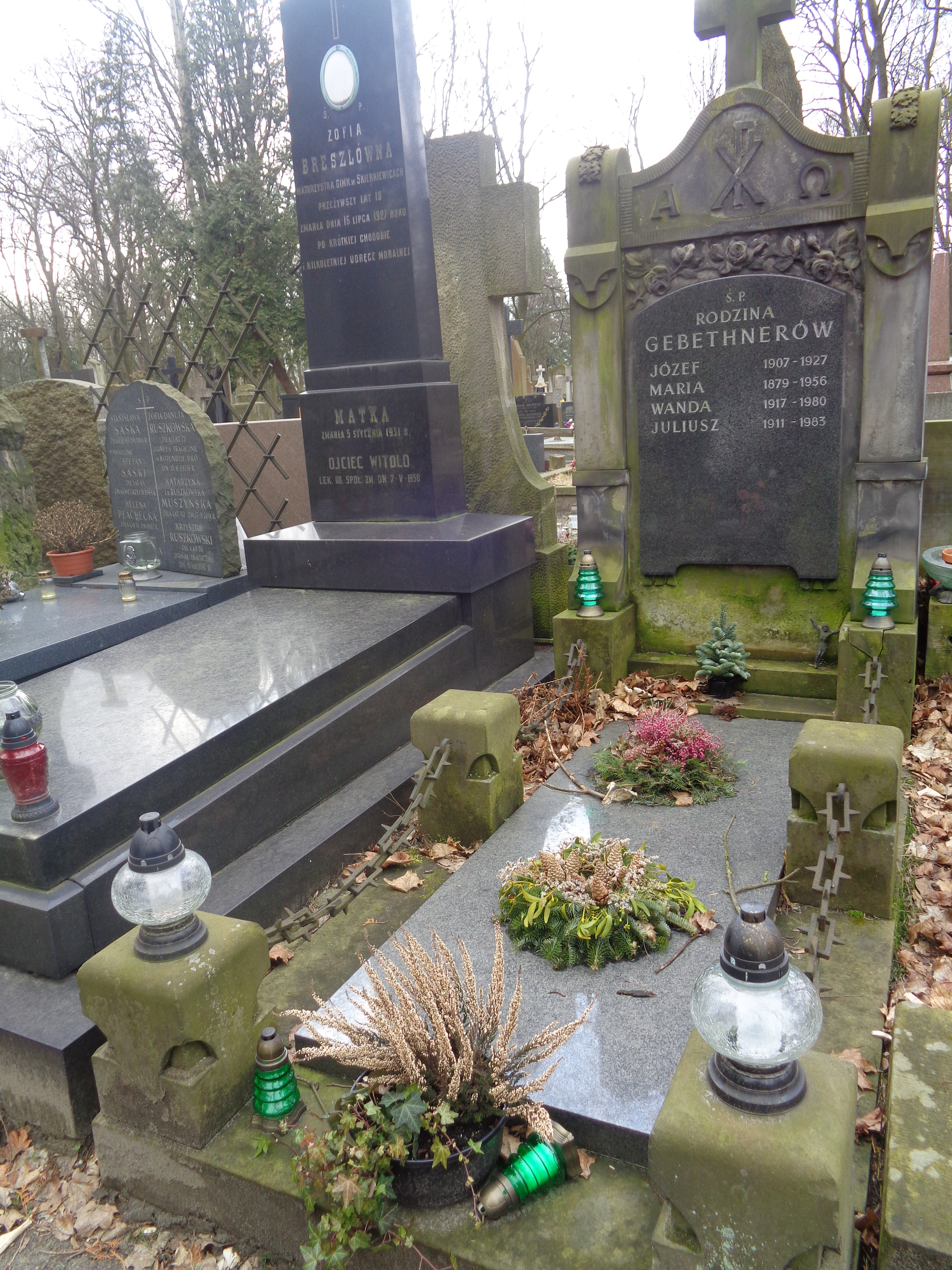
Grób Wandy Bartówny-Gebethner na cmentarzu Powązkowskim

1953 – Wassa Żeleznowa jako Natalia (reż. Stanisława Perzanowska)
- 1953 – Panie Kochanku jako Leosia Puciatówna (reż. Stefan Wroncki)
- 1954 – Wielki człowiek do małych interesów jako Aniela (reż. Olga Koszutska)
- 1954 – Rok 1944 jako chłopka (reż. Władysław Krasnowiecki)
- 1954 – Alkad z Zalamei jako Ines (reż. Ludwik René)
- 1960 – Tajemniczy sobowtór jako Edyta (reż. Zbigniew Stok)

## Filmografia
- 1937 – Ty, co w Ostrej świecisz Bramie jako sąsiadka Malewiczów
- 1938 – Moi rodzice rozwodzą się jako Zosia Czerska
- 1938 – Strachy jako kasjerka
- 1938 – Za winy niepopełnione jako Amelia, córka Holskiego
- 1947 – Ostatni etap jako Helena